# Legittimo impedimento
Il legittimo impedimento è 
l'istituto del diritto processuale penale che permette all'imputato, in alcuni casi, di giustificare la propria assenza in aula.
In caso di assenza ingiustificata bisogna distinguere se si tratta della prima udienza o di una successiva. Nel caso di assenza in luogo della prima udienza il giudice, effettuate le operazioni riguardanti gli accertamenti relativi alla costituzione delle parti (di cui al 2° comma dell'art. 420), in caso di assenza non volontaria dell'imputato se ne dichiara la condizione di contumacia e il procedimento non subisce interruzioni. Se invece l'assenza riguarda una udienza successiva alla prima ed in quella l'imputato non è stato dichiarato contumace, questi è dichiarato semplicemente assente. E ancora, se nell'udienza successiva alla prima alla quale l'imputato non ha partecipato (per causa maggiore, caso fortuito o forza maggiore) questi può essere ora dichiarato contumace.

## Disciplina normativa
Il legittimo impedimento è disciplinato da vari articoli del codice di procedura penale:
- Art. 599 - Decisioni in camera di consiglio, comma 2: "L'udienza è rinviata se sussiste un legittimo impedimento dell'imputato che ha manifestato la volontà di comparire"
- Art. 420-ter. - Impedimento a comparire dell'imputato o del difensore: "Quando l'imputato, anche se detenuto, non si presenta all'udienza e risulta che l'assenza è dovuta ad assoluta impossibilità di comparire per caso fortuito, forza maggiore o altro legittimo impedimento, il giudice, con ordinanza, anche d'ufficio, rinvia ad una nuova udienza e dispone che sia rinnovato l'avviso all'imputato"

Diversi casi di giurisprudenza hanno in seguito stabilito che la prova del legittimo impedimento che impone la sospensione o il rinvio, anche d'ufficio, del dibattimento, deve essere fornita dall'interessato, non essendo configurabile in capo all'organo giudicante alcun obbligo di procedere d'ufficio alla sua acquisizione quando questa sia in atti insussistente od insufficiente.

## La vicenda della legge 51/2010
La legge 7 aprile 2010, n. 51, essendo stata prima dichiarata parzialmente illegittima dalla Corte costituzionale della Repubblica Italiana nel gennaio 2011, poi abrogata per tutta la restante parte rimasta in vigore con referendum nel giugno 2011) ha istituito un legittimo impedimento a comparire in udienza di tipo speciale, applicabile unicamente al Presidente del Consiglio dei Ministri e ai Ministri della Repubblica italiana.
Essendo una dilatazione del legittimo impedimento per alcuni appartenenti al ceto politico, questa legislazione si inserisce in quel filone cui appartennero, in un periodo della seconda Repubblica, anche il lodo Schifani ed il lodo Alfano, in seguito dichiarati incostituzionali dalla Corte costituzionale, nel primo caso con sentenza 13-20 gennaio 2004, n. 24 (nella parte relativa ai "processi penali nei confronti delle alte cariche dello Stato") e nel secondo caso con la sentenza 7 ottobre 2009 n. 262.

### Iter legislativo
Il disegno di legge "Disposizioni in materia di impedimento a comparire in udienza" nasce dalle diverse iniziative dei deputati Giuseppe Consolo, Michaela Biancofiore e Isabella Bertolini, Enrico La Loggia, Enrico Costa e Matteo Brigandì, Michele Vietti e Federico Palomba tra 2008 e 2009. Il testo unificato è stato licenziato dalla Commissione Giustizia della Camera il 25 gennaio 2010.
La Camera dei deputati ha approvato il disegno di legge il 3 febbraio 2010, con il voto a favore del Popolo della Libertà e della Lega Nord, l'astensione dell'Unione di Centro e il voto contrario del Partito Democratico e dell'Italia dei Valori. In tale occasione, il governo si è impegnato a dare seguito ad una serie di ordini del giorno del Partito Democratico, volti ad escludere dal novero delle "attività comunque coessenziali alle funzioni di governo" una miriade di eventi di varia natura: sagre di paese, feste folkloristiche e popolari, convegni e meeting politici, conferenze stampa, presentazioni di libri, scuole di formazione, inaugurazioni di nuove sedi di partito.
Il Senato ha approvato il ddl (disegno di legge) il 10 marzo 2010, tramite due voti di fiducia. L'opposizione ha chiesto che il presidente del Consiglio, Silvio Berlusconi, riferisse in aula sulle ragioni che lo hanno spinto a chiedere la fiducia su un provvedimento «di origine parlamentare» che «non fa parte del programma di governo»

.

### Contenuto normativo
La legge, che consta di 2 articoli, si caratterizza per:
- la finalità di assicurare il "sereno svolgimento delle funzioni attribuite dalla Costituzione e dalla legge" al Presidente del Consiglio dei ministri e ai Ministri (art.1, comma 1);
- il carattere temporaneo, stabilito da un limite temporale di 18 mesi di validità dall'entrata in vigore (art. 1, comma 1), in attesa dell'approvazione di una legge costituzionale sulla questione, a seguito della bocciatura del lodo Alfano da parte della Corte costituzionale;

La legge prevede che il presidente del Consiglio dei ministri possa invocare il legittimo impedimento a comparire in un'udienza penale, qualora imputato, in caso di concomitante esercizio di una o più delle attribuzioni previste per leggi o dai regolamenti e delle relative attività preparatorie e consequenziali, nonché di ogni attività, comunque, coessenziale alle funzioni di Governo (art.1, comma 1).
Per i ministri costituisce legittimo impedimento a comparire nelle udienze dei procedimenti penali quali imputati, l'esercizio delle attività previste da leggi e regolamenti che ne disciplinano le attribuzioni (art.1, comma 2).
Il giudice, attivato dalla richiesta di parte, rinvia il processo penale ad altra udienza, quando ricorrano le ipotesi in cui si ravvisa legittimo impedimento a comparire per premier e ministri (art. 1, comma 3). Non si prevede pertanto potere discrezionale del giudice di discernimento sull'effettiva legittimità dell'impedimento reclamato.
Inoltre, quando la presidenza del Consiglio dei ministri attesti che l'impedimento è continuativo e correlato allo svolgimento delle funzioni di cui alla presente legge, il giudice è tenuto a rinviare il processo a udienza successiva. Tale periodo di "impegno continuativo" (concetto innovativo rispetto all'ordinamento preesistente) è limitato ad un massimo di 6 mesi (art.1 comma 4).
Il rinvio dell'udienza per "legittimo impedimento" non influisce sul corso della prescrizione del reato, che rimane sospeso per l'intera durata del rinvio. La prescrizione riprende il suo corso dal giorno in cui è cessata la causa della sospensione (art.1 comma 5).
Le nuove norme sul legittimo impedimento si applicano anche ai processi penali in corso, in ogni fase, stato o grado essi si trovino alla data di entrata in vigore della norma (art. 1, comma 6).

### Questioni di costituzionalità
Contro la legge del 2010 sul legittimo impedimento è stata sollevata eccezione di incostituzionalità da parte dei giudici del Tribunale di Milano nell'ambito del processo sul caso David Mills.
Il 13 gennaio 2011 la Corte costituzionale della Repubblica Italiana si è espressa per il mantenimento della legge, con una sentenza interpretativa che ne ha però abrogato alcune parti considerate dalla Corte incompatibili con gli art. 3 (principio di uguaglianza dinanzi alla legge) e 138 (riserva di legge costituzionale) della Costituzione ed ha, in particolare:
- dichiarato illegittimo il comma 4 dell'art. 1, che stabiliva il potere della Presidenza del Consiglio dei Ministri di attestare essa stessa l'impedimento - essendo ciò sufficiente per obbligare il giudice a rinviare l'udienza fino a sei mesi;
- dichiarato parzialmente illegittimo il comma 3 dell'art. 1, che imponeva al giudice - su semplice istanza di parte di legittimo impedimento (e senza espressa menzione del potere del giudice stesso di valutare concretamente l'impedimento avanzato) - l'obbligo di rinvio del processo ad altra data;
- fornito un'interpretazione del comma 1 dello stesso art. 1.

Nel complesso la sentenza (ri)affida al giudice la valutazione, caso per caso, del legittimo impedimento: è il giudice - e non più l'imputato - a decidere se i suoi impegni costituiscono un impedimento a partecipare all'udienza.

### Il referendum abrogativo
Nel frattempo, si attiva un altro percorso di contrasto alla legge sul legittimo impedimento. Pochi giorni dopo la promulgazione della legge stessa, il Comitato elettorale rappresentato dal leader dell'Idv, Antonio Di Pietro deposita il quesito referendario per abrogare il legittimo impedimento e si avvia la raccolta firme.
Il referendum è dichiarato ammissibile dalla Corte costituzionale il 12 gennaio 2011.
Dopo la dichiarazione di incostituzionalità parziale della legge sul legittimo impedimento, la Corte di Cassazione ha autorizzato la riformulazione del precedente quesito referendario abrogativo su tutta la parte non dichiarata illegittima dalla Corte costituzionale. Questo il nuovo quesito : «Volete voi che siano abrogati l'articolo 1, commi 1, 2, 3, 5, 6 nonché l'articolo 2 della legge 7 aprile 2010 numero 51 recante "disposizioni in materia di impedimento a comparire in udienza"?».
Il referendum si è tenuto, con altri tre quesiti
(due sulla privatizzazione della gestione dell'acqua e uno sulla costruzione di nuove centrali nucleari), il 12 e 13 giugno 2011.
Così come comunicato dagli uffici del Viminale, il quorum necessario è stato ottenuto, con il 54,78% degli elettori votanti e la stragrande maggioranza (più precisamente, poco meno del 95%) dei voti validi si è espressa a favore dell'abrogazione.